# Белоногов, Александр Михайлович
Алекса́ндр Миха́йлович Белоно́гов (род. 15 мая 1931, Москва) — советский и российский дипломат. Чрезвычайный и полномочный посол.

## Биография
Окончил МГИМО в 1954 году. Кандидат юридических наук. На дипломатической работе с 1954 года.
- В 1954—1959 годах — референт, старший референт, атташе Договорно-правового отдела МИД СССР.
- В 1959—1962 годах — третий секретарь, второй секретарь Отдела международных экономических организаций МИД СССР.
- В 1962—1967 годах — третий секретарь, второй секретарь, первый секретарь Посольства СССР в Великобритании.
- В 1967—1978 годах — советник, старший советник, главный советник Управления по планированию внешнеполитических мероприятий МИД СССР.
- В 1978—1979 годах — заведующий Отделом стран Африки и Ближнего Востока МИД СССР.
- В 1979—1984 годах — заместитель заведующего, заведующий Отделом США МИД СССР.
- С 7 июля 1984 по 14 августа 1986 года — чрезвычайный и полномочный посол СССР в Арабской Республике Египет.
- С 1986 года по 18 апреля 1990 года — постоянный представитель СССР при ООН и в Совете Безопасности ООН[1].
- В 1990—1991 годах — заместитель министра иностранных дел СССР. Курировал отношения СССР со странами Ближнего и Среднего Востока.
- С 10 февраля 1992 по 6 января 1998 года — чрезвычайный и полномочный посол России в Канаде.

С 1998 года — на пенсии.
Женат, имеет двоих детей.

## Интересные факты
Тарасов Артём Михайлович в книге «Миллионер» вспоминал о Белоногове следующее:

— Инаугурация Артёма Тарасова состоится в день закрытия конгресса. А сейчас я приглашаю на сцену для беседы об СССР нашего гостя, господина Белоногова, посла СССР в ООН!
Полноватый человек в очках уселся напротив меня за столиком на сцене. Нам поставили микрофоны. Белоногов поприветствовал присутствующих, а потом заявил:
— Для меня все это выглядит очень странно. Не понимаю, как этот господин Тарасов вообще здесь оказался. В нашем социалистическом обществе кооперативы — не крупный бизнес, а просто мелкие лавочки, мастерские и кафе. В СССР плановое хозяйство, и роль кооперативов в обществе абсолютно незначительна…
После таких слов я немедленно пришел в себя — меня это задело за живое. Забыв о зале и даже о том, что нахожусь в Сиднее, а не в Москве, я ляпнул в ответ Белоногову то, что просто не укладывалось ни в какие международные нормы.
— Уважаемые господа! — сказал я на ломаном английском. — Это неправда, и господин Белоногов только что вас обманул. Он высказал вам официальное мнение нашего правительства о кооперативах. Но его можно простить — ведь он посол, а посол не может иметь собственного мнения, которое бы отличалось от официального, государственного…
В зале повисла гробовая тишина. Белоногов вспотел, и на его лице выступили розоватые пятна. А через несколько секунд оцепенения шквал аплодисментов буквально взорвал воздух!
Посол вскочил со своего места и закричал:
— Вот вам пример нашей перестройки! Если бы Тарасов сказал такое несколько лет назад, то никогда бы обратно в СССР не вернулся!
— Тарасов Артём Михайлович, книга "Миллионер"

## Сочинения
- МИД. Кремль. Кувейтский кризис : Замминистра иностр. дел СССР рассказывает. — М. : ОЛМА-пресс, 2001. — 414, [1] с., [24] л. ил., портр. — (Серия «Досье») — ISBN 5-224-02306-8
- Посол в стране пирамид : из воспоминаний дипломата. — М. : ИВ РАН, 2008. — 365, [2] с., [1] л. портр. ISBN 978-5-89282-318-0
- Миссия в Канаду. — М. : МГИМО-Университет, 2011. — 482 с., [24] л. ил., портр. — (Воспоминания дипломата) — ISBN 978-5-9228-0726-5
- Мой путь : записки посла СССР и России. Т. 1. — М. : Проспект, 2011. — 2011. — 511 с., [24] л. ил., портр. : ил. ISBN 978-5-392-02349-3
- Мой путь : записки посла СССР и России. Т. 2. — М. : Проспект, 2011. — 2011. — 489 с., [32] л. ил., портр. : ил. ISBN 978-5-392-02350-9
- На главном этаже мидовской высотки : записки заместителя министра иностранных дел СССР. — М. : МГИМО-Ун-т, 2019. — 400, [1] с., [12] л. ил., портр., цв. ил. — (Воспоминания дипломата) — ISBN 978-5-9228-2155-1